# زامية
الزامية (الاسم العلمي:Zamiaceae) هي فصيلة من النباتات تتبع رتبة السيكاديات من طائفة السيكادانية.

## أجناس
- تحت فصيلة مجانسات نخلة الخبز
  - قبيلة الدايوناوية
    - الدايون جون لندلي (14 نوعا)

  - قبيلة قرينات نخلة الخبز
    - تحت قبيلة نديدات نخلة الخبز
      - نخلة الخبز يوهان غورغ كريستيان ليهمان (66 نوعا)

    - تحت قبيلة نديدات الزاميا الكبيرة
      - الزاميا الكبيرة Miq. (42 نوعا)
      - Lepidozamia Lehm. (نوعان)
- تحت فصيلة الزامياوات
  - قبيلة قرينات الزاميا القرناء
    - الزاميا القرناء أدولف تيودور برونيار (27 نوعا)

  - قبيلة الزامياوية
    - تحت قبيلة نديدات السيكاد الصغير
      - السيكاد الصغير (Miq.) ألفونس بيرام دو كندول (نوع وحيد

    - تحت قبيلة الزامينة
      - الشيغة D.W.Stev. (نوعان)
      - * الزاميا L.[5] (76 نوعا)

بعض التصنيفات تضع أيضا جنس البوينية في الفصيلة الزامية.